# NMB48
NMB48 – japońska grupa idolek stworzona przez Yasushiego Akimoto. Jest to druga krajowa siostrzana grupa AKB48. NMB48 posiada swój własny teatr znajdujący się w piwnicy YES Namba Building w Namba, Osace. NMB pochodzi od części dzielnicy Chūō Osaki – Namba. Obecnie mają podpisany kontrakt z wytwórnią laugh out loud! records.

## Historia
10 lipca 2010 roku grupa AKB48 zapowiedziała utworzenie drugiej siostrzanej krajowej grupy z siedzibą w Nanbie, w Osace. NMB48 oficjalnie rozpoczęły działalność 9 października 2010 roku. Yasushi Akimoto ogłosił, że w skład pierwszej generacji wejdzie 26 stażystek wybranych spośród 7256 kandydatek. Członkinie te po raz pierwszy pojawiły się na scenie podczas AKB48 Tokyo Autumn Festival.
NMB48 zadebiutowały we własnym teatrze w pierwszego stycznia 2011 roku. Ich debiutancki singel Zetsumetsu kurokami shōjo ukazał się 20 lipca 2011 roku i w pierwszym tygodniu sprzedał się w liczbie ponad 218 tys. kopii. Dzięki temu NMB48 zostały drugim żeńskim zespołem (po Passpo), których debiutancki singel znalazł się na pierwszym miejscu listy Oricon.

## Członkinie
Z dniem 15 lutego 2022 grupa składała się z 50 członkiń podzielonych na kilka zespołów: Team N z 13 członkami, Team M z 15 członkami, Team BII Kenkyūsei (jap. 研究生; ang. understudy member) z 22 członkami.<-- Członkinie Kenkyūsei (jap. 研究生; ang. understudy member) są osobną grupą dziewczyn, które nie zostały awansowane do oficjalnych zespołów, z wyjątkiem członków projektu (22 członkinie)-->. „Draft Members” (jap. ドラフト会議) to członkinie wybrane przez publiczne przesłuchanie, w którym liczba wstępnie wybranych kandydatek miała szansę zostać wcielonych do zespołu przez grupę przedstawicielek zespołów.
W styczniu 2021 roku NMB48 zniosło system teamów, który 1 stycznia 2022 roku został przywrócony.

### Team N
Haruka Sadano i Mai Hirayama mają odpowiednio pozycję kapitana i współkapitana Team N. Kolor zespołu: ■
| Imię                            | Data urodzenia            | Generacja |
| ------------------------------- | ------------------------- | --------- |
| Yūmi Ishida (jap. 石田優美)     | 12 października 1998(dts) | 2.        |
| Ayano Izumi (jap. 泉綾乃)       | 22 listopada 2004(dts)    | Draft 3.  |
| Rena Okamoto (jap. 岡本怜奈)    | 22 grudnia 2005(dts)      | 6.        |
| Yūka Katō (jap. 加藤夕夏)       | 1 sierpnia 1997(dts)      | 3.        |
| Karin Kojima (jap. 小嶋花梨)    | 15 lipca 1999(dts)        | 5.        |
| Haruka Sadano (jap. 貞野遥香)   | 30 czerwca 2002(dts)      | 6.        |
| Nagisa Shibuya (jap. 渋谷凪咲)  | 25 sierpnia 1996(dts)     | 4.        |
| Nao Shinzawa (jap. 新澤菜央)    | 2 sierpnia 1998(dts)      | 6.        |
| Mion Nakagawa (jap. 中川美音)   | 16 listopada 2002(dts)    | 5.        |
| Mai Hirayama (jap. 平山真衣)    | 16 listopada 2002(dts)    | 7.        |
| Haasa Minami (jap. 南羽諒)      | 2 kwietnia 2001(dts)      | Draft 3.  |
| Mikana Yamamoto (jap. 山本望叶) | 11 marca 2002(dts)        | Draft 3.  |
| Miyu Wada (jap. 和田海佑)       | 29 marca 1997(dts)        | 7.        |

Absolwentki
| Absolwentki Team N |
| --- |
| - Ayaka Mori (jap. 森彩華) (ur. 23 maja 1996(dts)), ukończyła 10 lutego 2011 - Shiori Matsuda (jap. 松田栞) (ur. 18 czerwca 1995(dts)), ukończyła 28 października 2012 - Kanna Shinohara (jap. 篠原栞那) (ur. 22 września 1997(dts)), ukończyła 12 kwietnia 2013 - Aina Fukumoto (jap. 福本愛菜) (ur. 25 marca 1993(dts)), ukończyła 1 lipca 2013 - Keira Yogi (jap. 與儀ケイラ) (ur. 22 września 1997(dts)), ukończyła 2 lipca 2014 - Tsubasa Yamauchi (jap. 山内つばさ) (ur. 6 czerwca 2000(dts)), ukończyła 26 stycznia 2015 - Natsumi Yamagishi (jap. 山岸奈津美) (ur. 16 września 1994(dts)), ukończyła 12 marca 2015 - Saki Kōno (jap. 河野早紀) (ur. 18 czerwca 1994(dts)), ukończyła 30 kwietnia 2015 - Kanako Muro (jap. 室加奈子) (ur. 20 stycznia 1996(dts)), ukończyła 17 czerwca 2015 - Riho Kotani (jap. 小谷里歩) (ur. 24 sierpnia 1994(dts)), ukończyła 4 lutego 2016 - Aika Nishimura (jap. 西村愛華) (ur. 12 stycznia 1998(dts)), ukończyła 11 kwietnia 2016 - Rika Kishino (jap. 岸野里香) (ur. 4 czerwca 1994(dts)), ukończyła 15 października 2016 - Kei Jōnishi (jap. 上西恵) (ur. 18 marca 1998(dts)), ukończyła 18 kwietnia 2017 - Shū Yabushita (jap. 薮下柊) (ur. 2 grudnia 1994(dts)), ukończyła 19 kwietnia 2017 - Ririka Sutō (jap. 須藤凛々花) (ur. 23 listopada 1998(dts)), ukończyła 30 sierpnia 2017 - Megumi Matsumura (jap. 松村芽久未) (ur. 26 czerwca 1995(dts)), ukończyła 24 grudnia 2017 - Mirai Mizokawa (jap. 溝川実来) (ur. 13 maja 2004(dts)), ukończyła 27 marca 2018 - Miori Ichikawa (jap. 市川美織) (ur. 12 lutego 1994(dts)), ukończyła 1 maja 2018 - Sayaka Yamamoto (jap. 山本彩) (ur. 14 lipca 1993(dts)), ukończyła 4 listopada 2018 - Konomi Kusaka (jap. 日下このみ) (ur. 12 stycznia 1996(dts)), ukończyła 28 stycznia 2019 - Mao Mita (jap. 三田麻央) (ur. 9 września 1995(dts)), ukończyła 18 lutego 2019 - Momoka Hayashi (jap. 林萌々香) (ur. 11 września 1998(dts)), ukończyła 13 lutego 2019 - Kanae Iso (jap. 磯佳奈江) (ur. 9 sierpnia 1993(dts)), ukończyła 13 września 2019 - Mai Ōdan (jap. 大段舞依) (ur. 4 października 1994(dts)), ukończyła 13 października 2019 - Sara Takei (jap. 武井紗良) (ur. 6 października 1998(dts)), ukończyła 16 października 2019 - Yūri Ōta (jap. 太田夢莉) (ur. 1 grudnia 1999(dts)), ukończyła 30 listopada 2019 - Airi Tanigawa (jap. 谷川愛梨) (ur. 5 grudnia 1995(dts)), ukończyła 25 grudnia 2019 - Riona Ōta (jap. 大田莉央奈) (ur. 12 marca 2003(dts)), ukończyła 2 lutego 2020 - Rina Kobayashi (jap. 小林莉奈) (ur. 20 kwietnia 2001(dts)), ukończyła 2 lutego 2020 - Ayaka Morita (jap. 森田彩花) (ur. 29 maja 1995(dts)), ukończyła 6 października 2020 - Rurina Nishizawa (jap. 西澤瑠莉奈) (ur. 27 lipca 1999(dts)), ukończyła 15 października 2020 - Akari Yoshida (jap. 吉田朱里) (ur. 16 sierpnia 1996(dts)), ukończyła 21 grudnia 2020 - Sae Murase (jap. 村瀬紗英) (ur. 30 marca 1997(dts)), ukończyła 23 grudnia 2020 - Nami Sakamoto (jap. 坂本夏海) (ur. 21 czerwca 1999(dts)), ukończyła 11 stycznia 2021 - Rika Shimizu (jap. 清水里香) (ur. 15 września 1998(dts)), ukończyła 115 czerwca 2021 (NMB48 Promoted Members) - Kotone Sugiura (jap. 杉浦琴音) (ur. 18 grudnia 2000(dts)), ukończyła 6 lutego 2022 |

### Team M
Karen Hara i Wakana Abe mają odpowiednio pozycję kapitana i współkapitana Team M. Kolor zespołu: ■.
| Imię                              | Data urodzenia            | Generacja |
| --------------------------------- | ------------------------- | --------- |
| Wakana Abe (jap. 安部若菜)        | 18 lipca 2001(dts)        | Draft 3.  |
| Mizuki Uno (jap. 鵜野みずき)      | 23 października 1996(dts) | 2.        |
| Cocona Umeyama (jap. 梅山恋和)    | 7 sierpnia 2003(dts)      | 5.        |
| Chihiro Kawakami (jap. 川上千尋)  | 17 grudnia 1998(dts)      | 4.        |
| Keito Shiotsuki (jap. 塩月希依音) | 15 grudnia 2005(dts)      | Draft 3.  |
| Rei Jōnishi (jap. 上西怜)         | 28 maja 2001(dts)         | 5.        |
| Yuina Deguchi (jap. 出口結菜)     | 22 czerwca 2001(dts)      | 6.        |
| Mirai Nakano (jap. 中野美来)      | 10 grudnia 2002(dts)      | Draft 3.  |
| Karen Hara (jap. 原かれん)        | 15 marca 2001(dts)        | 6.        |
| Shion Hori (jap. 堀詩音)          | 29 maja 1996(dts)         | Draft 2.  |
| Yuzuha Hongō (jap. 本郷柚巴)      | 12 stycznia 2003(dts)     | Draft 2.  |
| Reiko Maeda (jap. 前田令子)       | 26 września 2000(dts)     | Draft 3.  |
| Anju Manabe (jap. 眞鍋杏樹)       | 10 czerwca 2002(dts)      | 7.        |
| Shiori Mizuta (jap. 水田詩織)     | 21 grudnia 1998(dts)      | 5.        |
| Amiru Yamasaki (jap. 山崎亜美瑠)  | 21 lipca 2001(dts)        | Draft 3.  |

Absolwentki
| Absolwentki Team M |
| --- |
| - Yūka Kodakari (jap. 小鷹狩佑香) (ur. 5 sierpnia 1997(dts)), ukończyła 6 maja 2012 - Runa Fujita (jap. 藤田留奈) (ur. 25 listopada 1997(dts)), ukończyła 3 października 2012 - Riona Ōta (jap. 太田里織菜) (ur. 31 grudnia 1997(dts)), ukończyła 28 października 2012 - Ayame Hikawa (jap. 肥川彩愛) (ur. 8 listopada 1994(dts)), ukończyła 22 grudnia 2012 - Hitomi Yamamoto (jap. 山本ひとみ) (ur. 8 listopada 1998(dts)), ukończyła 30 czerwca 2013 - Arisa Koyanagi (jap. 小柳有沙) (ur. 28 kwietnia 1995(dts)), ukończyła 7 lutego 2014 - Rena Shimada (jap. 島田玲奈) (ur. 5 sierpnia 1993(dts)), ukończyła 7 kwietnia 2014 - Ayaka Murakami (jap. 村上文香) (ur. 2 czerwca 1993(dts)), ukończyła 13 marca 2015 - Arisa Miura (jap. 三浦亜莉沙) (ur. 20 lipca 1996(dts)), ukończyła 16 marca 2015 - Nana Yamada (jap. 山田菜々) (ur. 3 kwietnia 1992(dts)), ukończyła 3 kwietnia 2015 - Yui Takano (jap. 高野祐衣) (ur. 6 grudnia 1993(dts)), ukończyła 13 lipca 2015 - Rina Kondō (jap. 近藤里奈) (ur. 23 lutego 1997(dts)), ukończyła 27 stycznia 2016 - Emika Kamieda (jap. 上枝恵美加) (ur. 13 lipca 1994(dts)), ukończyła 31 lipca 2017 - Momoka Kinoshita (jap. 木下百花) (ur. 6 lutego 1997(dts)), ukończyła 27 września 2017 - Reina Nakano (jap. 中野麗来) (ur. 24 sierpnia 1999(dts)), ukończyła 2 maja 2018 - Erina Andō (jap. 安藤愛璃菜) (ur. 21 listopada 2003(dts)), ukończyła 20 sierpnia 2018 - Momoka Iwata (jap. 岩田桃夏) (ur. 2 lipca 2001(dts)), ukończyła 14 kwietnia 2019 - Rena Kawakami (jap. 川上礼奈) (ur. 16 września 1995(dts)), ukończyła 30 października 2019 - Rina Kushiro (jap. 久代梨奈) (ur. 29 stycznia 1999(dts)), ukończyła 31 października 2019 - Narumi Koga (jap. 古賀成美) (ur. 30 marca 1998(dts)), ukończyła 2 grudnia 2019 - Rina Yamao (jap. 山尾梨奈) (ur. 10 grudnia 1995(dts)), ukończyła 29 stycznia 2020 - Ami Satō (jap. 佐藤亜海) (ur. 15 marca 2000(dts)), ukończyła 30 stycznia 2020 - Natsuko Akashi (jap. 明石奈津子) (ur. 17 sierpnia 1999(dts)), ukończyła 28 czerwca 2020 - Momoka Horinouchi (jap. 堀ノ内百香) (ur. 10 lutego 2003(dts)), ukończyła 28 czerwca 2020 - Maria Mizobuchi (jap. 溝渕麻莉亜) (ur. 12 maja 1999(dts)), ukończyła 14 września 2020 - Anna Ijiri (jap. 井尻晏菜) (ur. 20 stycznia 1995(dts)), ukończyła 27 grudnia 2020 - Miru Shiroma (jap. 白間美瑠) (ur. 14 października 1997(dts)), ukończyła 31 sierpnia 2021 (NMB48 Promoted Members) - Akari Ishizuka (jap. 石塚朱莉) (ur. 11 lipca 1995(dts)), ukończyła 17 września 2021 (NMB48 Promoted Members) - Momone Yasuda (jap. 安田桃寧) (ur. 8 czerwca 2001(dts)), ukończyła 29 grudnia 2021 (NMB48 Promoted Members) |

### Team BII Kenkyūsei
Rina Kushiro i Ayaka Okita mają odpowiednio pozycję kapitana i współkapitana Team M. Kolor zespołu: ■.
| Imię                               | Data urodzenia            | Generacja |
| ---------------------------------- | ------------------------- | --------- |
| Momoka Asao (jap. 浅尾桃香)        | 6 lutego 2004(dts)        | 7.        |
| Siyeon Lee (jap. 李始燕)           | 16 maja 2000(dts)         | 7,5.      |
| Honoka Ike (jap. 池帆乃香)         | 16 grudnia 2003(dts)      | 8.        |
| Zion Kameno (jap. 瓶野神音)        | 2 września 2007(dts)      | 7.        |
| Sakura Kuroshima (jap. 黒島咲花)   | 7 kwietnia 2009(dts)      | 8.        |
| Fūwa Kuroda (jap. 黒田楓和)        | 19 września 2004(dts)     | 7.        |
| Mako Sakashita (jap. 坂下真心)     | 2 sierpnia 2005(dts)      | 8.        |
| Misaki Sakata (jap. 坂田心咲)      | 8 listopada 2005(dts)     | 8.        |
| Risa Sakamoto (jap. 坂本理紗)      | 24 grudnia 2008(dts)      | 8.        |
| Ayaka Sakurada (jap. 桜田彩叶)     | 25 marca 2002(dts)        | 8.        |
| Aika Satsuki (jap. 佐月愛果)       | 30 kwietnia 2002(dts)     | 7.        |
| Wakana Sumino (jap. 隅野和奏)      | 16 lipca 2003(dts)        | 7.        |
| Sae Takahashi (jap. 高橋紗恵)      | 31 października 2003(dts) | 8.        |
| Yayoi Tatsumoto (jap. 龍本弥生)    | 2 marca 2005(dts)         | 8.        |
| Yukino Tanaka (jap. 田中雪乃)      | 16 listopada 2007(dts)    | 8.        |
| Yuna Hayakawa (jap. 早川夢菜)      | 19 września 2002(dts)     | 7.        |
| Ami Fukuno (jap. 福野杏実)         | 24 maja 2005(dts)         | 8.        |
| Sakura Matsuoka (jap. 松岡さくら)  | 24 czerwca 2003(dts)      | 8.        |
| Mio Matsuno (jap. 松野美桜)        | 4 kwietnia 2001(dts)      | 8.        |
| Mihina Matsumoto (jap. 松本海日菜) | 22 maja 2008(dts)         | 8.        |
| Hikaru Yamamoto (jap. 福野杏実)    | 23 maja 2006(dts)         | 8.        |
| Misaki Yoshino (jap. 芳野心咲)     | 13 stycznia 2008(dts)     | 7.        |

Absolwentki
| Absolwentki Team BII |
| --- |
| - Mako Umehara (jap. 梅原真子) (ur. 11 stycznia 1999(dts)), ukończyła 23 marca 2014 - Rikako Kobayashi (jap. 小林莉加子) (ur. 24 maja 1996(dts)), ukończyła 10 kwietnia 2014 - Hono Akazawa (jap. 赤澤萌乃) (ur. 29 stycznia 1997(dts)), ukończyła 16 kwietnia 2014 - Honoka Terui (jap. 照井穂乃佳) (ur. 18 października 1998(dts)), ukończyła 30 czerwca 2014 - Kanako Kadowaki (jap. 門脇佳奈子) (ur. 24 października 1996(dts)), ukończyła 29 lutego 2016 - Ayaka Umeda (jap. 梅田彩佳) (ur. 3 stycznia 1989(dts)), ukończyła 31 marca 2016 - Miyuki Watanabe (jap. 渡辺美優紀) (ur. 19 września 1993(dts)), ukończyła 9 sierpnia 2016 - Mirei Ueda (jap. 植田碧麗) (ur. 2 lutego 1999(dts)), ukończyła 30 września 2016 - Chiho Matsuoka (jap. 松岡知穂) (ur. 21 kwietnia 1998(dts)), ukończyła 23 października 2016 - Haruna Kinoshita (jap. 木下春奈) (ur. 9 czerwca 1998(dts)), ukończyła 23 października 2016 - Hazuki Kurokawa (jap. 黒川葉月) (ur. 5 sierpnia 1998(dts)), ukończyła 24 grudnia 2016 - Yūki Yamaguchi (jap. 山口夕輝) (ur. 17 października 1993(dts)), ukończyła 28 kwietnia 2017 - Reina Fujie (jap. 藤江れいな) (ur. 1 lutego 1994(dts)), ukończyła 27 maja 2017 - Yuki Muranaka (jap. 村中有基) (ur. 4 marca 1997(dts)), ukończyła 7 lipca 2017 - Fūko Yagura (jap. 矢倉楓子) (ur. 24 lutego 1997(dts)), ukończyła 10 kwietnia 2018 - Ayaka Okita (jap. 沖田彩華) (ur. 11 października 1995(dts)), ukończyła 6 września 2018 - Azusa Uemura (jap. 植村梓) (ur. 4 lutego 1999(dts)), ukończyła 3 grudnia 2018 - Eriko Jō (jap. 城恵理子) (ur. 27 listopada 1998(dts)), ukończyła 11 maja 2019 - Kokoro Naiki (jap. 内木志) (ur. 6 kwietnia 1997(dts)), ukończyła 11 sierpnia 2019 - Suzu Yamada (jap. 山田寿々) (ur. 11 grudnia 2001(dts)), ukończyła 22 grudnia 2020 - Yuki Azuma (jap. 東由樹) (ur. 17 lutego 1996(dts)), ukończyła 22 lutego 2021 (NMB48 Promoted Members) - Ayaka Yamamoto (jap. 山本彩加) (ur. 6 sierpnia 2002(dts)), ukończyła 19 marca 2021 (NMB48 Promoted Members) - Koharu Orisaka (jap. 折坂心春々) (ur. 6 marca 2002(dts)), ukończyła 31 stycznia 2022 (Kenkyūsei) |

## Dyskografia

### Single
| Rok  | Tytuł                                                    | Ranking                     | Ranking                 | Sprzedaż | Sprzedaż                                     | Album            |
| Rok  | Tytuł                                                    | Oricon Weekly Singles Chart | Billboard Japan Hot 100 | Oricon   | Billboard Japan                              | Album            |
| ---- | -------------------------------------------------------- | --------------------------- | ----------------------- | -------- | -------------------------------------------- | ---------------- |
| 2011 | „Zetsumetsu kurokami shōjo” (jap. 絶滅黒髪少女)          | 1                           | 2                       | 267 810  |                                              | Teppen tottande! |
| 2011 | „Oh My God!” (jap. オーマイガー!)                        | 1                           | 3                       | 325 784  |                                              | Teppen tottande! |
| 2012 | „Junjō U-19” (jap. 純情U-19)                             | 1                           | 1                       | 376 563  |                                              | Teppen tottande! |
| 2012 | „Nagiichi” (jap. ナギイチ)                               | 2                           | 2                       | 451 489  |                                              | Teppen tottande! |
| 2012 | „Virginity” (jap. ヴァージニティー)                      | 1                           | 1                       | 396 543  |                                              | Teppen tottande! |
| 2012 | „Kitagawa Kenji” (jap. 北川謙二)                         | 1                           | 1                       | 410 269  |                                              | Teppen tottande! |
| 2013 | „Bokura no Eureka” (jap. 僕らのユリイカ)                 | 1                           | 1                       | 558 892  | Sekai no chūshin wa Ōsaka ya ~Namba jichiku~ |                  |
| 2013 | „Kamonegix” (jap. カモネギックス)                        | 1                           | 1                       | 509 210  | Sekai no chūshin wa Ōsaka ya ~Namba jichiku~ |                  |
| 2014 | „Takane no ringo” (jap. 高嶺の林檎)                      | 1                           | 1                       | 451 949  | Sekai no chūshin wa Ōsaka ya ~Namba jichiku~ |                  |
| 2014 | „Rashikunai” (jap. らしくない)                           | 1                           | 2                       | 499 659  | Namba ai ~Ima, omou koto~                    |                  |
| 2015 | „Don’t look back!”                                       | 2                           | 1                       | 532 379  | Namba ai ~Ima, omou koto~                    |                  |
| 2015 | „Durian shōnen” (jap. ドリアン少年)                      | 1                           | 2                       | 450 301  | Namba ai ~Ima, omou koto~                    |                  |
| 2015 | „Must be now”                                            | 1                           | 1                       | 418 060  | Namba ai ~Ima, omou koto~                    |                  |
| 2016 | „Amagami hime” (jap. 甘噛み姫)                           | 1                           | 1                       | 293 812  | Namba ai ~Ima, omou koto~                    | 341 556+         |
| 2016 | „Boku wa inai” (jap. 僕はいない)                         | 1                           | 1                       | 363 583  | Namba ai ~Ima, omou koto~                    | 450 771+         |
| 2016 | „Boku igai no dareka” (jap. 僕以外の誰か)                | 1                           | 2                       | 321 458  | Namba ai ~Ima, omou koto~                    | 442 134+         |
| 2017 | „Warota People” (jap. ワロタピーポー)                    | 1                           | 1                       | 338 133  | 381 349+                                     | –                |
| 2018 | „Yokubōmono” (jap. 欲望者)                               | 1                           | 1                       | 271 856  | 308 673+                                     | –                |
| 2018 | „Boku datte naichau yo” (jap. 僕だって泣いちゃうよ)      | 1                           | 1                       | 347 928  | 411 478+                                     | –                |
| 2019 | „Tokonoma seiza musume” (jap. 床の間正座娘)              | 1                           | 1                       | 339 477  | 407 434+                                     | –                |
| 2019 | „Bokō e kaere!” (jap. 母校へ帰れ!)                       | 1                           | 1                       | 284 977  | 344 109+                                     | –                |
| 2019 | „Hatsukoi shijō shugi” (jap. 初恋至上主義)               | 1                           | 1                       | 261 625  | 316 716+                                     | –                |
| 2020 | „Datte datte datte” (jap. だってだってだって)            | 2                           | 2                       | 214 375  | 242 480+                                     | –                |
| 2020 | „Koi nanka No thank you!” (jap. 恋なんかNo thank you!)   | 1                           | 2                       | 148 916  | 171 274+                                     | –                |
| 2021 | „Shidare yanagi” (jap. シダレヤナギ)                     | 2                           | 3                       | 158 667  | 193 337+                                     | –                |
| 2022 | „Koi to ai no sono aida ni wa” (jap. 恋と愛のその間には) |                             |                         |          |                                              | –                |

### Albumy
- Teppen tottande! (jap. てっぺんとったんで!) (2013)
- Sekai no chūshin wa Ōsaka ya ~Namba jichiku~ (jap. 世界の中心は大阪や ～なんば自治区～) (2014)
- Namba ai ~Ima, omou koto~ (jap. 難波愛～今、思うこと～) (2017)